# Ломоносовъ
«ЛомоносовЪ» — московское книжное издательство, основанное в 2008 году. Издательство специализируется на издании научно-популярной, исторической, этнографической, педагогической литературы, а также книг для семейного чтения. Кроме того, издательство выпускает альбомы, иллюстрированные энциклопедии и репринты.
Издательство названо в честь М. В. Ломоносова.

## История
Издательство «Ломоносовъ» начинало с издания книг для педагогов и родителей. Впоследствии сфера деятельности была расширена: в рамках проекта «Книжное наследие» стали выходить высококачественные репринты редких книг, возникли серии «История. География. Этнография», «Вечные спутники», «ЛУЧ» — Лучшее увлекательное чтение», «Школа завтра», «Прикладная психология» и другие.
В 2009 году издательство выпустило репринт первых изданий романов И. Ильфа и Е. Петрова «Двенадцать стульев» и «Золотой телёнок» с иллюстрациями Константина Ротова и Михаила Черемных.
В 2011 году издательство приняло активное участие в праздновании 300-летия со дня рождения М. В. Ломоносова. Был реализован проект «Ломоносов-300»: вышли полное собрание переписки Ломоносова, книги «Ломоносов глазами современников» и «Библиотека Ломоносова».
В 2012 году в рамках «Шведского проекта» издательства «Ломоносовъ» был выпущен репринт уникального источника информации о России второй половины XVII века альбом Эрика Пальмквиста «Заметки о России» и книга «Заметки о России, сделанные Эриком Пальмквистом в 1674 году». В подготовке этих изданий приняли участие Санкт-Петербургский институт истории Российской Академии наук, Королевская Шведская Академия словесности, истории и древностей, факультет славистики Стокгольмского университета, факультет современных языков Уппсальского университета.
Издательство тесно сотрудничает с Библиотекой Российской Академии наук.

## Авторы
Среди авторов издательства известные российские и зарубежные учёные Георгий Вернадский, Светлана Плетнева, Валерий Гуляев, Ким Малаховский, Вера Бокова, Виктор Бердинских, Анна Мурадова, Наталья Пушкарева, Томас Гордон, Лев Ельницкий, популяризаторы науки Олег Ивик, Робин Данбар, Майкл Брукс, Петер Шпорк, писатели Виталий Бабенко, Лев Минц, Бенгт Янгфельдт, Даниэль Клугер, Стаффан Скотт, Александр Зеркалов (Мирер).

## Книжные серии
- «История. География. Этнография» — «ИГЭ»
- «Лучшее Увлекательное Чтение» — «ЛУЧ»
- «Вечные спутники»
- «Иллюстрированные энциклопедии»
- «История воспитания»
- «Прикладная психология»
- «Школа завтра»
- «Окошко в детскую»
- «Альбомы»
- «Книжное наследие»